# Musca planiceps
Musca planiceps este o specie de muște din genul Musca, familia Muscidae, descrisă de Christian Rudolph Wilhelm Wiedemann în anul 1824. Conform Catalogue of Life specia Musca planiceps nu are subspecii cunoscute.